# Campeonato de Segunda División 1900 (Argentina)
El Campeonato de Segunda División 1900 fue el segundo campeonato de la segunda categoría del fútbol argentino, antecesor de la actual Primera B (hoy en el tercer nivel). Fue organizado por la Argentine Association Football League, y disputado por 5 equipos.
El campeón fue el Banfield Athletic Club, que no ascendió a la máxima categoría, ya que por aquella época no existía un sistema de ascensos y descensos, y los clubes elegían en qué división jugar, llegando a tener equipos en más de una categoría distinta.

## Promovidos y relegados
| Pos  | Incorporados a la Primera División 1900 |
| ---- | --------------------------------------- |
| Inc. | English High School                     |

| Pos  | Incorporados             |
| ---- | ------------------------ |
| Inc. | Central                  |
| Inc. | English High School (II) |

| Incorporados a la Tercera División 1900 |
| --------------------------------------- |
| Lomas (II)                              |
| Saint Andrew's                          |

| Desafiliados           |
| ---------------------- |
| Barker Memorial School |
| Lanús (II)             |
| Maldonado              |

El número de participantes se redujo a 5.

## Sistema de disputa
Se enfrentaron bajo el sistema de todos contra todos a 2 ruedas. Fue campeón el equipo que más puntos obtuvo.

## Tabla de posiciones final
| Pos | Equipo                    | Pts | PJ | G | E | P | GF | GC | Dif |
| --- | ------------------------- | --- | -- | - | - | - | -- | -- | --- |
| 1º  | Banfield Athletic Club    | 14  | 8  | 6 | 2 | 0 | 25 | 7  | 18  |
| 2º  | English High School II    | 11  | 8  | 5 | 1 | 3 | 14 | 7  | 7   |
| 3º  | Belgrano Athletic Club II | 8   | 8  | 3 | 2 | 3 | 16 | 13 | 3   |
| 4°  | Central Athletic Club     | 4   | 8  | 1 | 2 | 5 | 9  | 14 | -5  |
| 5º  | Porteño Athletic Club     | 3   | 8  | 1 | 1 | 6 | 9  | 32 | -23 |

## Descensos y ascensos
No existían ascensos durante la época, sino que los equipos se afiliaban a la categoría en la que consideraban que debían jugar. Sin embargo, Central no participaría en la siguiente temporada.